# Dachsberg (Gemeinde Prambachkirchen)
Dachsberg ist eine Ortschaft der Marktgemeinde Prambachkirchen im Bezirk Eferding im Hausruckviertel in Oberösterreich. Die Ortschaft hat 38 Einwohner (Stand 1. Jänner 2024).
Der Ort liegt südöstlich von Prambachkirchen und besteht aus einigen Bauernhöfen und mehreren Wohnhäusern. Etwas westlich davon befindet sich auf einer Anhöhe das Schloss Dachsberg, in dem das Gymnasium Dachsberg, ein privates Gymnasium der Oblaten des hl. Franz von Sales, eingerichtet ist.

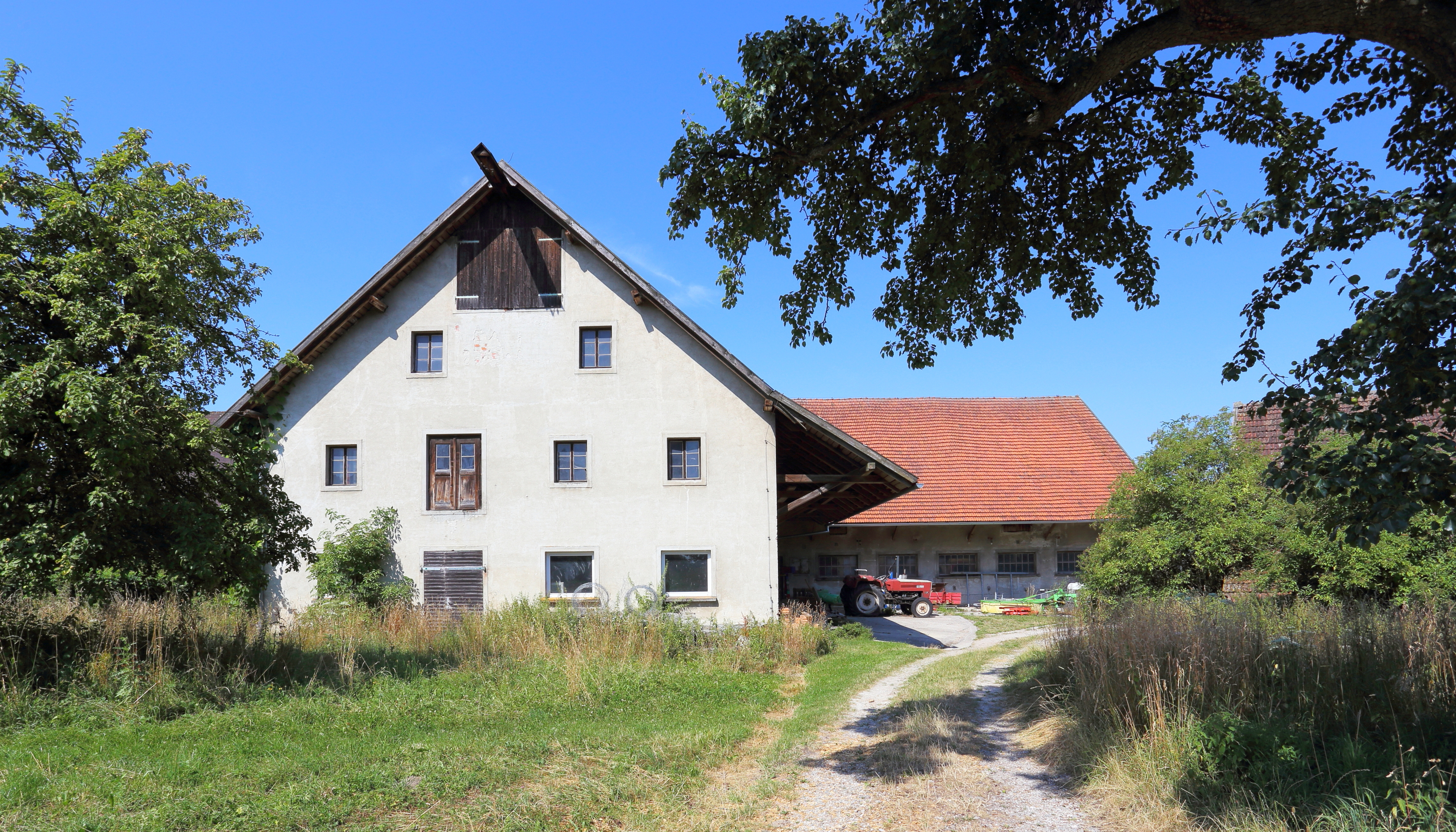
Moarhof